# Freddie Hubbard
Frederick Dewayne Hubbard (ur. 7 kwietnia 1938 w Indianapolis, zm. 29 grudnia 2008 w Sherman Oaks) – amerykański trębacz jazzowy. Hubbard współpracował m.in. z takimi wykonawcami jak: Herbie Hancock, Art Blakey, Jon Faddis, Roy Hargrove, Eric Dolphy, John Coltrane, Ornette Coleman, Dexter Gordon, Philly Joe Jones, Sonny Rollins, Slide Hampton, Miles Davis, czy J.J. Johnson. Brał udział w nagraniach do dwóch płyt uważanych za jedne z najważniejszych w historii free jazzu: Free Jazz: A Collective Improvisation Ornette’a Colemana z 1961 roku oraz Ascension Johna Coltrane’a (1965).

## Życiorys
Freddie Hubbard rozpoczął grę na trąbce i na skrzydłówce w Arsenal Technical High School w Indianapolis. Od najmłodszych lat wspópracował z Wesem Montgomery, który był dla niego wzorem i inspiracją przez całe życie. Kontynuował studia muzyczne w Arthur Jordan Conservatory of Music.
W 1958 roku przyjechał do Nowego Jorku, gdzie grał z takimi sławami jak Ornette Coleman, Eric Dolphy, Slide Hampton, J.J. Johnson, Philly Joe Jones, Quincy Jones, Oliver Nelson, Joe Zawinul, Wayne Shorter i Sonny Rollins.
Zaczyna grać hard bop w grupie The Jazz Messengers Arta Blakeya. Nagrywa z nimi kilka albumów, między innymi Mosaic, Buhaina's Delight i Free For All. W czerwcu 1960 wraz z saksofonistą Tiną Brooksem, pianistą McCoy Tynerem, bassistą Samem Jonesem i perkusistą Cliffordem Jarvisem nagrywa pierwszy album firmowany własnym nazwiskiem – Open Sesame. W grudniu, kiedy Ornette Coleman usłyszał jak gra z Donem Cherry, został zaproszony do uczestnictwa w nagrywaniu albumu Free Jazz: A Collective Improvisation.
W maju 1961 zaproszony przez Johna Coltrana Hubbard nagrywa w studiach Atlantic Records Olé Coltrane. W sierpniu tego samego roku we współpracy z saksofonistą Wayne’em Shorterem komponuje jeden ze swoich słynnych tytułów – Ready for Freddie.
Grając z Jazz Messengers wyzwala się z wpływów Clifforda Browna i tworzy swój własny styl. Przegląd jazzowy Downbeat przyznaje mu tytuł „New Star”.
W latach sześćdziesiątych nagrał w sumie 36 albumów, z których większość to dzisiaj klasyka. Zaczyna również grać free jazz.
W latach siedemdziesiątych Freddie zostaje członkiem grupy V.S.O.P. prowadzonej przez Herbiego Hancocka. Ta nowatorska grupa gra nowy rodzaj jazzu – free bop (mieszanina bebopu lat czterdziestych, modal jazzu lat pięćdziesiątych i free jazzu lat sześćdziesiątych). Wspólnie z tą formacją Freddie odnosi kilka swoich największych sukcesów.
Lata siedemdziesiąte są punktem kulminacyjnym kariery Hubbarda. Wykonuje doskonałe, wyczynowe wręcz improwizacje. Jest uważany za jednego z czołowych trębaczy tej epoki.
Następnie zaczyna grać smooth jazz, za co bywa krytykowany. Dotknięty serią problemów zdrowotnych musi zaprzestać gry na trąbce. W 1992 roku głęboka rana w górnej wardze ulega infekcji. Po tym wypadku Freddie już nigdy nie odzyska poprzedniej sprawności w grze; kontynuuje jednak i okazjonalnie uczestniczy w nagraniach.
W 2006 roku otrzymuje NEA Jazz Masters Fellowship, najbardziej prestiżową nagrodę jazzu przyznawaną przez National Endowment for the Arts.
W ostatnich latach swojego życia był ciężko chory. 29 grudnia 2008 roku The Indianapolis Star informuje, że zmarł na skutek powikłań trzy dni po zawale serca.

## Dyskografia
źródło:
- Red Clay (1970)
- Backlash (1966)
- Blue Spirits (1965)
- Breaking Point! (1964)
- The Body & the Soul (1963)
- Here to Stay (1962)
- Hub-Tones (1962)
- The Artistry of Freddie Hubbard (1962)
- Ready for Freddie (1961)
- Minor Mishap (1961)
- Hub Cap (1961)
- Ballads (1960)
- Goin' Up (1960)
- Open Sesame (1960)
- The Night of the Cookers (1965)

## Nagrody i wyróżnienia
- 2006 NEA Jazz Masters Award[4]
- Downbeat Jazz Magazine Award „New Star”[4]